# Copiii tatălui
Copiii tatălui (în engleză Children of Men) este un film american-britanic științifico-fantastic din 2006 regizat de Alfonso Cuarón. Filmul se bazează vag pe romanul The Children of Men (1992) al lui P. D. James. În film interpretează actorii Clive Owen, Julianne Moore, Michael Caine, Pam Ferris, Claire-Hope Ashitey și Chiwetel Ejiofor.

## Povestea
Acțiunea filmului are loc în Marea Britanie, anul 2027. De două decenii femeile nu mai pot face copii, iar omenirea se luptă pentru supraviețuire în mijlocul unui haos general.

## Distribuție
| Actor              | Personaj      |
| ------------------ | ------------- |
| Clive Owen         | Theo Faron    |
| Julianne Moore     | Julian Taylor |
| Michael Caine      | Jasper        |
| Chiwetel Ejiofor   | Luke          |
| Charlie Hunnam     | Patric        |
| Clare-Hope Ashitey | Kee           |
| Pam Ferris         | Miriam        |
| Danny Huston       | Nigel         |
| Peter Mullan       | Syd           |